# FC Shenzhen
Der Shenzhen Football Club, im deutschsprachigen Raum bekannt als FC Shenzhen, ist ein Fußballverein aus Shenzhen in China. Der Verein spielte im Jahr 2023 in der höchsten Spielklasse des Landes, der Chinese Super League, stieg jedoch als Tabellenletzter in die China League One ab. Seine Heimspiele trägt der Verein im Shenzhen Universiade Sports Centre Stadium aus. Der Verein ist seit Oktober 2015 im Besitz der Firma Swan Shenzhen Venture Capital Co., Ltd. aus Hongkong.

## Vereinsgeschichte
Gegründet wurde der Verein 1994 als Shenzhen Football Club. Gestartet in der dritten Liga, marschierte der Verein innerhalb von zwei Jahren bis in die erste Liga durch. Der Sprung direkt in die erste Liga war vermutlich zu groß, denn als Tabellenelfter stieg der Verein direkt wieder ab. Seit dem Wiederaufstieg ein Jahr später spielt der Verein in der höchsten Spielklasse. Der größte nationale Erfolg des Vereins resultiert aus den Jahren 2002 und 2004, als man jeweils chinesischer Meister wurde. International konnte 2005 das Halbfinale der AFC Champions League erreicht werden. Dort schied Shenzhen gegen Al-Ahli aus Saudi-Arabien aus. Seit dem Gewinn der Meisterschaft 2004 spielt der Klub jede Saison gegen den Abstieg. Die schlechteste Platzierung resultiert aus der Saison 2011, welche man als 16. beendete und somit abstieg. 2018 gelang der Wiederaufstieg in die höchste Spielklasse. Zum Ende der Saison 2023 musste der Verein als Tabellenletzter wieder den Gang in die Zweitklassigkeit antreten.

## Platzierungen
| Saison   | 2004 | 2005 | 2006 | 2007 | 2008 | 2009 | 2010 | 2011 | 2012 | 2013 | 2014 | 2015 | 2016 | 2017 | 2018 | 2019 | 2020  | 2021 | 2022 | 2023 |
| -------- | ---- | ---- | ---- | ---- | ---- | ---- | ---- | ---- | ---- | ---- | ---- | ---- | ---- | ---- | ---- | ---- | ----- | ---- | ---- | ---- |
| Liga     | 1    | 1    | 1    | 1    | 1    | 1    | 1    | 1    | 2    | 2    | 2    | 2    | 2    | 2    | 2    | 1    | 1     | 1    | 1    | 1    |
| Position | 1    | 12   | 11   | 14   | 12   | 11   | 12   | 16   | 7    | 5    | 8    | 12   | 9    | 6    | 2    | 15   | n. a. | 5    | 14   | 16   |

## Vereinserfolge

### National
- Chinese Super League

Meister: 2002, 2004
- China League One

Meister und Aufsteiger: 1995
Vizemeister und Aufsteiger: 1997, 2018

### Kontinental
- AFC Champions League

Halbfinale: 2005

## Trainer
- Cha Bum-kun (1998–1999)
- Clarence Seedorf (2016)
- Sven-Göran Eriksson (2016–2017)
- Juan Ramón López Caro (2018–2019)
- Roberto Donadoni (2019–2020)
- Jordi Cruyff (2020–2021)

## Spieler
- Li Weifeng (1996–1998) Jugend, (1998–2002, 2003–2005) Spieler,
- Yang Chen (2003–2005)
- Dramane Kamaté (2007)
- Massamasso Tchangaï (2009)
- Andreas Nägelein (2010–2011)
- Babacar Guèye (2015–2016)

## Namenshistorie
- 1994–1995 Shenzhen FC
- 1996 Shenzhen Feiyada
- 1997–1998 Shenzhen Ping’an
- 1999 Shenzhen Ping’an Insurance
- 2000–2001 Shenzhen Ping’an Kejian
- 2002 Shenzhen Ping’an Insurance
- 2003–2005 Shenzhen Jianlibao
- 2006–2007 Shenzhen Kingway
- 2007–2008 Shenzhen Shangqingyin
- 2009 Shenzhen Asia Travel
- 2010–2014 Shenzhen Ruby FC
- seit 2015 Shenzhen FC

## Logohistorie

Shenzhen Ping’an 1997–2002
Shenzhen Ruby 2010–2014